# Podgorje Bistričko
Podgorje Bistričko – wieś w Chorwacji, w żupanii krapińsko-zagorskiej, w gminie Marija Bistrica. W 2011 roku liczyła 904 mieszkańców.